# Allison McKenzie
Pour les articles homonymes, voir McKenzie.
Allison McKenzie, née en 1979 à Glasgow, est une actrice de cinéma, de télévision et de théâtre écossaise.

## Filmographie
- 2000 : Taggart (série télévisée) : Candice-Marie
- 2001 : Rebus (série télévisée) : Helen
- 2001 : Attachments (série télévisée) : Alison
- 2001 : The Aficionado (court métrage) : Mandy
- 2002 : Club Le Monde : Ali
- 2003 : 16 Years of Alcohol : Dad's Lover
- 2003 : Loved, Alone (court métrage) : Brooke
- 2002-2006 : River City (série télévisée) : Joanne Rossi (5 épisodes)
- 2011 : Sadie J (série télévisée) : Lorna
- 2012 : Airborne : agent Millward
- 2013 : Bob Servant Independent (mini-série) : Sally Davidson
- 2013 : Parkarma (court métrage) : Allison
- 2014 : M.I.High (série télévisée) : Vivian Glitch
- 2014 : Line of Duty (série télévisée) : Akers (2 épisodes)
- 2011-2014 : Doctors (série télévisée) : Kathryn Palmer / Katrina 'Trina' Byrne (2 épisodes)
- 2014 : The Virtual Network (court métrage) : Litza
- 2015 : Swung : Marcia
- 2016 : Beowulf : Retour dans les Shieldlands (mini-série) : Arla (5 épisodes)
- 2016 : Family Portrait (court métrage) : Margaret
- 2017 : Armchair Detectives (série télévisée) : Patricia Frint
- 2018 : Shetland (série télévisée) : Gail Callahan (6 épisodes)
- 2018 : Press (mini-série) : Kelly (4 épisodes)
- 2018 : The Victim (série télévisée) : Cathy (4 épisodes)
- 2018 : The Athena (série télévisée) : Kara

## Récompenses
- Nommée aux TMA Awards (en) de Glasgow.